# Березнеговатая
Березнеговатая (укр. Березнегувата) — река на Украине, протекает в Синельниковском и Павлоградском районах Днепропетровской области. В летний период большая часть водотока Березнеговатой пересыхает. Река берёт начало возле села Романовка (Синельниковский район), где устроены два пруда, течёт на север через села Новониколаевка, Максимовка (где находится правый приток - ставок Березнеговатый), Лиманское, Новоалександровка, Карабиновка в сторону села Булаховка (Павлоградский район), где через 2 км впадает в реку Волчья (приток Самары).

## Гидроним
Название происходит от берёза. Образовалось от основания берез с помощью суффикса -нег- (предположительно, диалектный формант, что соответствует общепринятому в украинском языке -ник-/-няк-) и суффикса -оват, распространённого на юге Украины на землях, входивших в Запорожскую Сечь.

## Химический состав
Вода реки относится к сульфатно-натриевому классу. Общая минерализация реки в среднем составляет 9,871 г/л, жёсткость — 32,4 мг-экв./л. В нижнем течении русло р. Березнеговатая проходит по III солончаковой террасе, где в 4 км от её устья и образовался Булаховский Лиман, представляющий собой водоём с общей минерализацией (по данным института «Днепрогипроводхоз», 2005 г.) 13,80 г/л и преобладанием сульфатов в количестве 8,03 г/л и натрия 4,01 г/л.